# 方椒伯

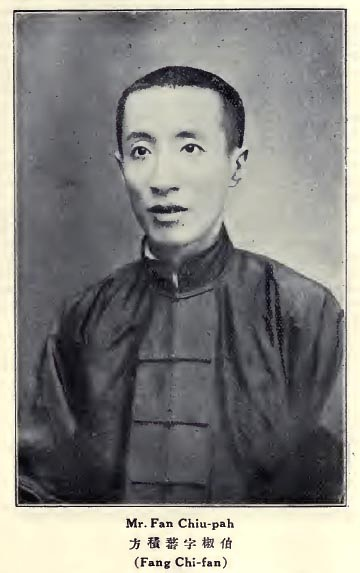

方椒伯（1885年—1968年），名积蕃，字椒伯，以字行，男，浙江镇海人，中华民国时期上海大律师、实业家。先后担任宁绍轮船公司董事长，上海公共租界纳税华人会董事长，上海总商会副会长等职。

## 生平
6岁入读私塾，8岁丧父。17岁时参加科举考试未中。18岁随叔父赴上海经营祖产。1905年，任培玉学堂校长。1912年入读民国法律学校，攻读法律。后转学至上海神州法政专门学校，于1917年毕业。1918年任东陆银行上海分行经理。后又兼任后四明公所董事，四明医院董事，上海总商会会董兼商事公断处处长，宁波旅沪同乡会会董、常务理事、会务主任等职。1919年五四运动后，方椒伯积极参与发起上海各公团联合会（由上海各业同业公会和各地旅沪同乡会组成），被推为会长。1920年参与改组上海股票商业公会，成立上海华商证券交易所，被推为董事，又任银行公会会董。1922年、1923年连任上海总商会副会长。
方椒伯曾涉足沪上钱庄业，投资有庶康、福隆等钱庄。其所出自的镇海方氏家族是上海实业界翘楚之一，经营领域广泛，包括沙船业、钱业、纺织业、药业、零售业、渔业、房产业等。
19世纪末20世纪出由朱葆三等多人共同创办了大有榨油厂，1921年大有榨油厂倒闭。1922年方椒伯和薛文泰发起改组成立新公司，在原公司的名字中添加了一个“余”字为大有余机器榨油股分有限公司。方椒伯任董事长，薛文泰任总经理。1923年，方椒伯被推举为著名的宁绍轮船公司董事长。

## 延伸阅读
[在维基数据编辑]
 《海上名人傳·方椒伯》，出自《海上名人傳》